# Ректальное введение препаратов

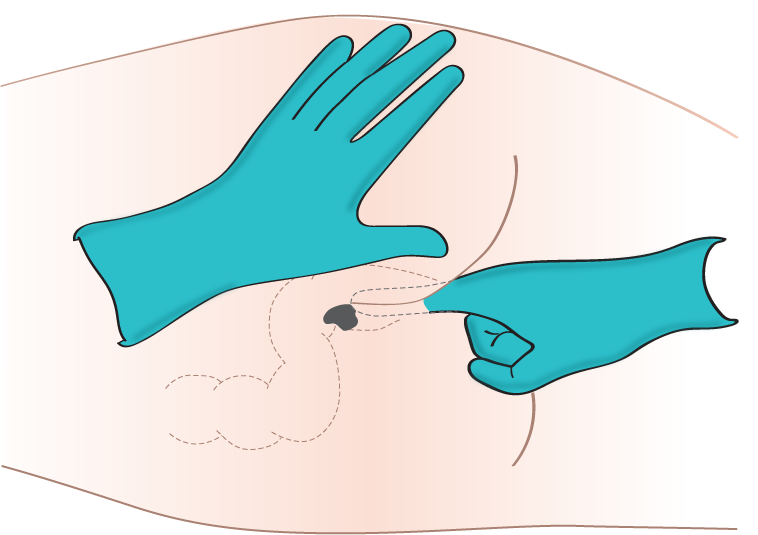
Схематичный рисунок введения ректального суппозитория

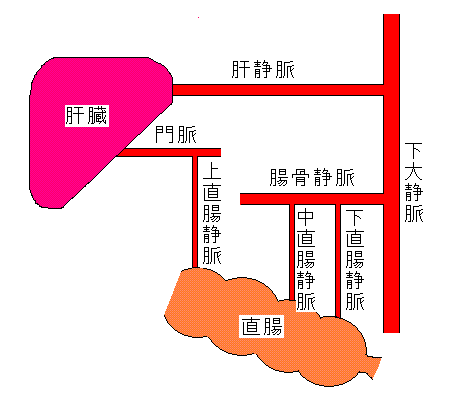
Особенности анатомии и физиологии венозного оттока среднего и нижнего (дистального) отдела прямой кишки (схема)

Ректальный приём препаратов, или ректа́льно (лат. per rectum) — способ введения лекарств в просвет прямой кишки через анус, в том числе с целью их абсорбции слизистой прямой кишки.
Вены прямой кишки образуют верхнее, среднее и нижнее прямокишечные (геморроидальные, пещеристые) сплетения. Кровоотток из средней и нижней сплетений осуществляется непосредственно в нижнюю полую вену, минуя воротную вену и далее — печень, в которой деактивируется часть лекарственных средств при всасывании из других отделов толстого и тонкого кишечника, прежде чем попасть в общий кровоток. Из верхнего сплетения кровь оттекает в систему воротной вены. Лимфоотток из всех участков прямой кишки осуществляется в грудной проток. С током крови лекарственные препараты распространяются по органам и системам, на которые оказывает своё воздействие.
Ректально могут применяться лекарства:
- для общего резорбтивного действия (к примеру, препараты с парацетамолом в качестве жаропонижающего);
- маловсасывающиеся препараты для местного воздействия (к примеру, препараты с местными анестетиками и вяжущими средствами при геморрое, солевые слабительные);
- диагностики патологий кишечника (к примеру, рентгеноконтрастные препараты).

Преимущества ректального введения лекарств общерезорбтивного действия:
- вызывает намного меньшую тошноту по сравнению с пероральным приёмом, а также позволяет предотвратить потерю препарата из-за рвоты (при её наличии из-за патологии у пациента, либо индуцированной самим препаратом);
- возможность введения препарата, когда невозможен или затруднён пероральный приём лекарственного средства (к примеру в педиатрии, особенно младенческом возрасте, психиатрии, патологиях органов ЖКТ, акта глотания и т. д.);
- простота применения и дозирования по сравнению с парентеральными способами введения;
- исключается биодеградация в ЖКТ вследствие воздействия желудочного сока, пищеварительных ферментов и т. д. у нестойких к ним лекарственных средств;
- попадание всасываемого лекарственного средства непосредственно в систему нижней полой вены, минуя печень, вследствие чего:

- быстрота действия лекарственных средств, максимальная концентрация в крови достигается на порядок раньше, чем при приёме per os и даже у некоторых препаратов раньше, чем при внутримышечном и подкожном введении;
- первоначальная концентрация лекарственных средств в крови оказывается больше, чем при введении per os такой же дозы в таблетках, порошках и других лекарственных формах, проходящих изначально 100 % через печень после всасывания в кишечнике, особенно у препаратов, основной метаболизм которых происходит в печени.

К недостаткам относятся:
- неэстетичность;
- раздражение слизистой оболочки компонентами лекарственных форм у некоторых пациентов.

Ректальное введение лекарственных препаратов также используется в ветеринарии.

## Методы
- Суппозитории (свечи) ректальные — лекарственная форма для введения в прямую кишку.
- Клизма — введение раствора лекарств (препарата, растворённого в воде, объёмом обычно менее 10 миллилитров) в прямую или, реже, ободочную кишку.

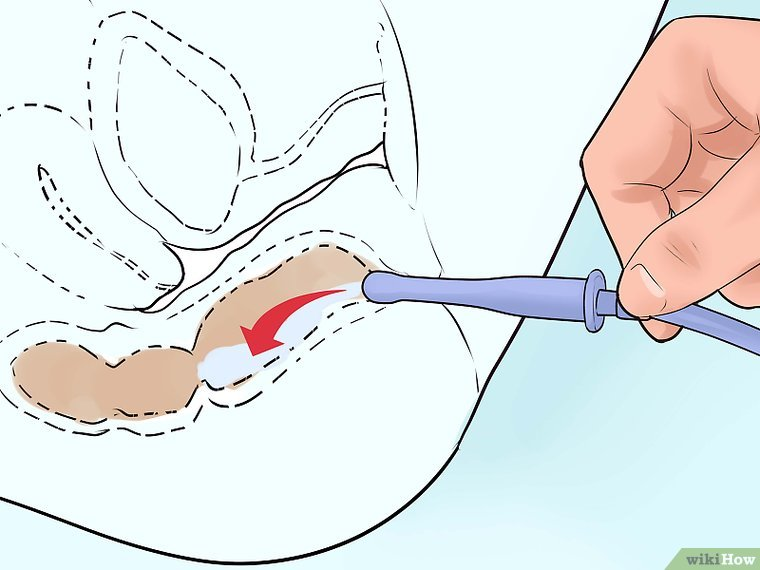
Вставка наконечника клизмы в прямую кишку, начинающая проникать в анальный сфинктер
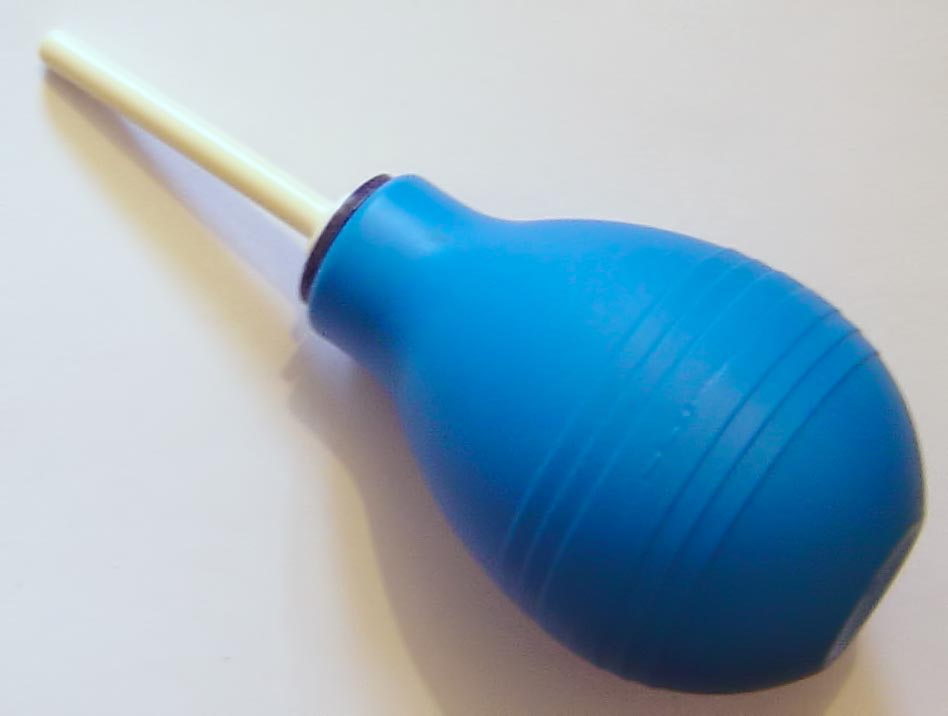
Клизма для введения жидкостей в прямую кишку
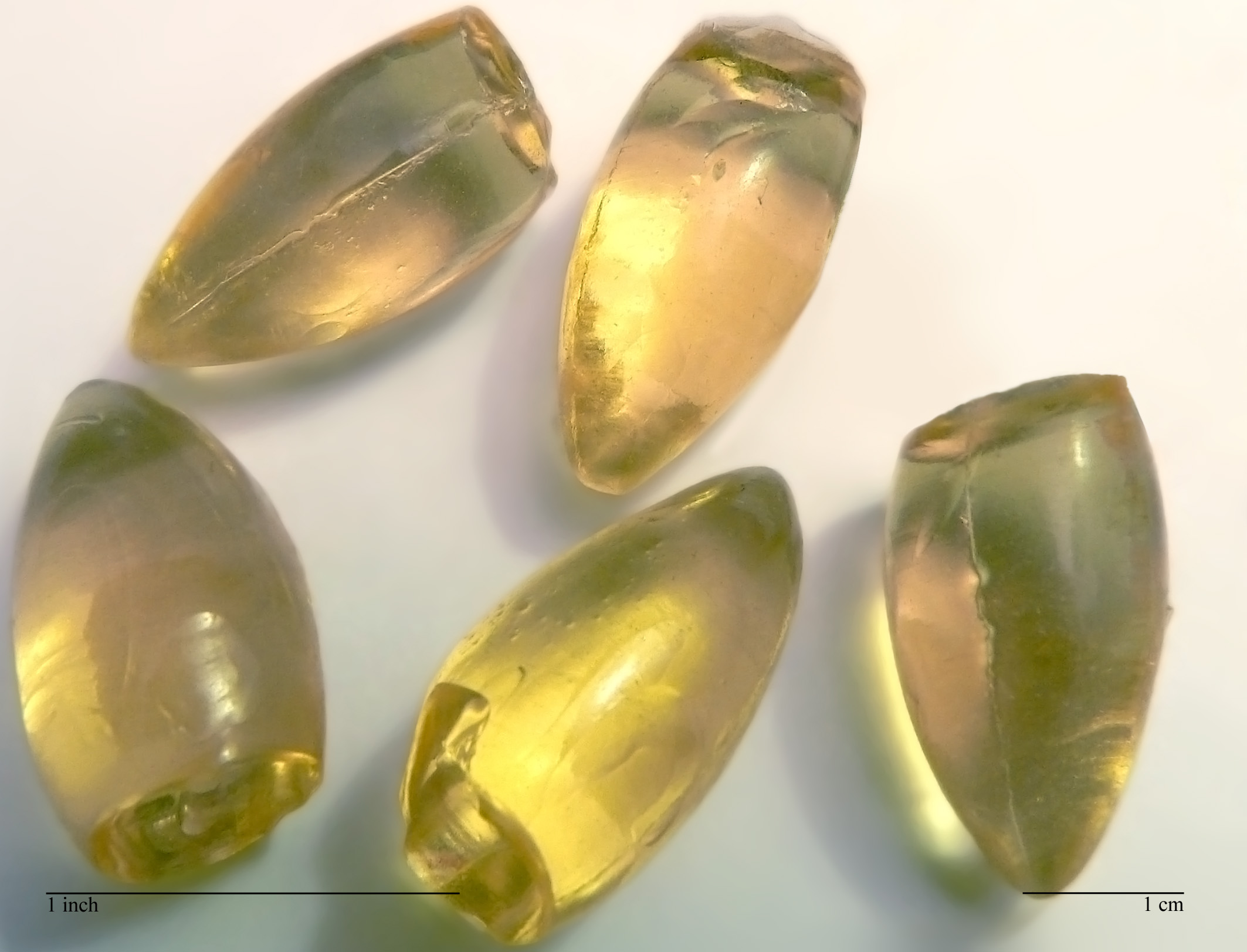
Желатинозные суппозитории с глицерином (слабительное) для введения в прямую кишку
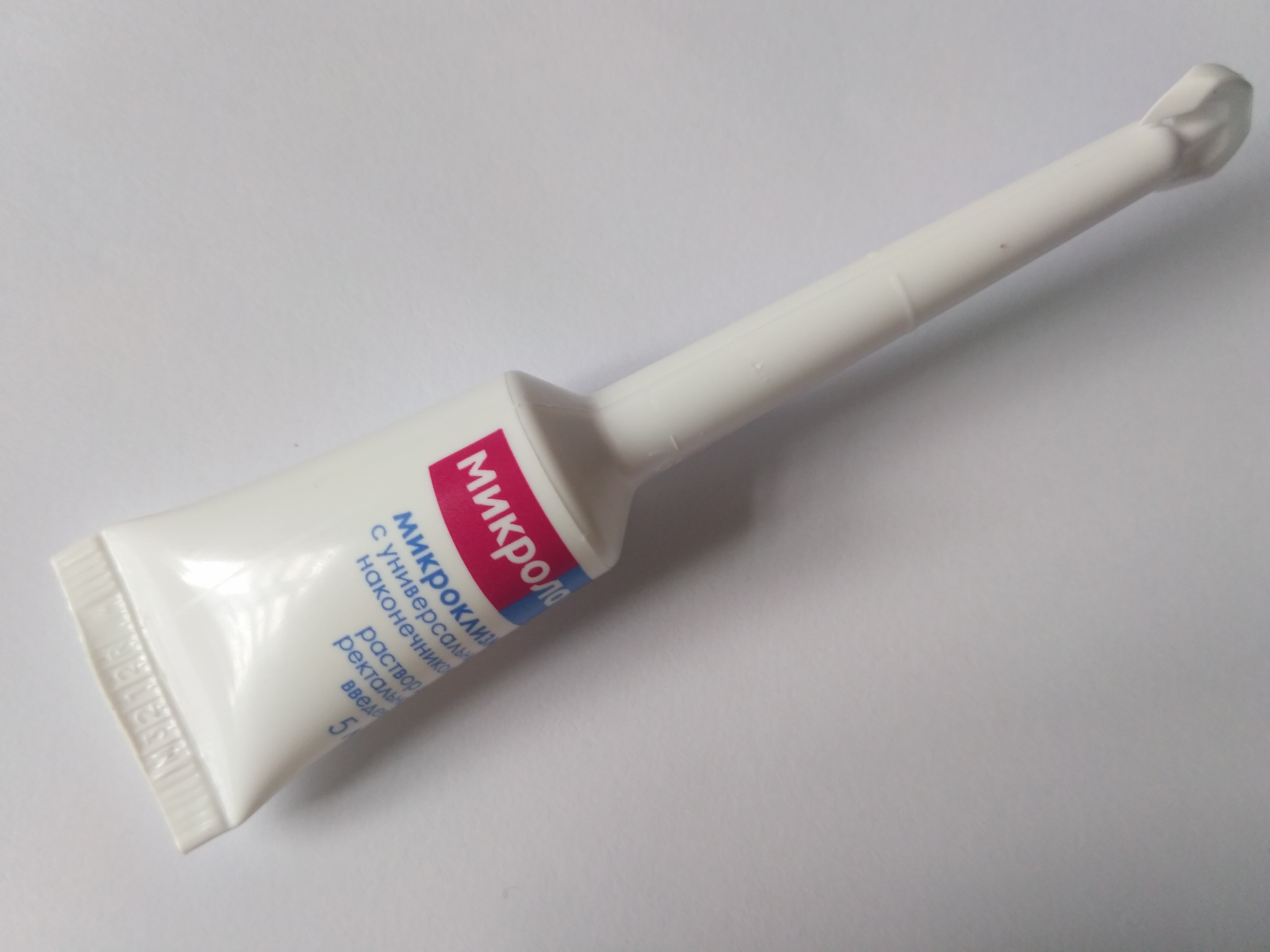
Предварительно наполненный слабительным средством герметичный тюбик с наконечником, кончик отламывается перед использованием (препарат «Микролакс»)
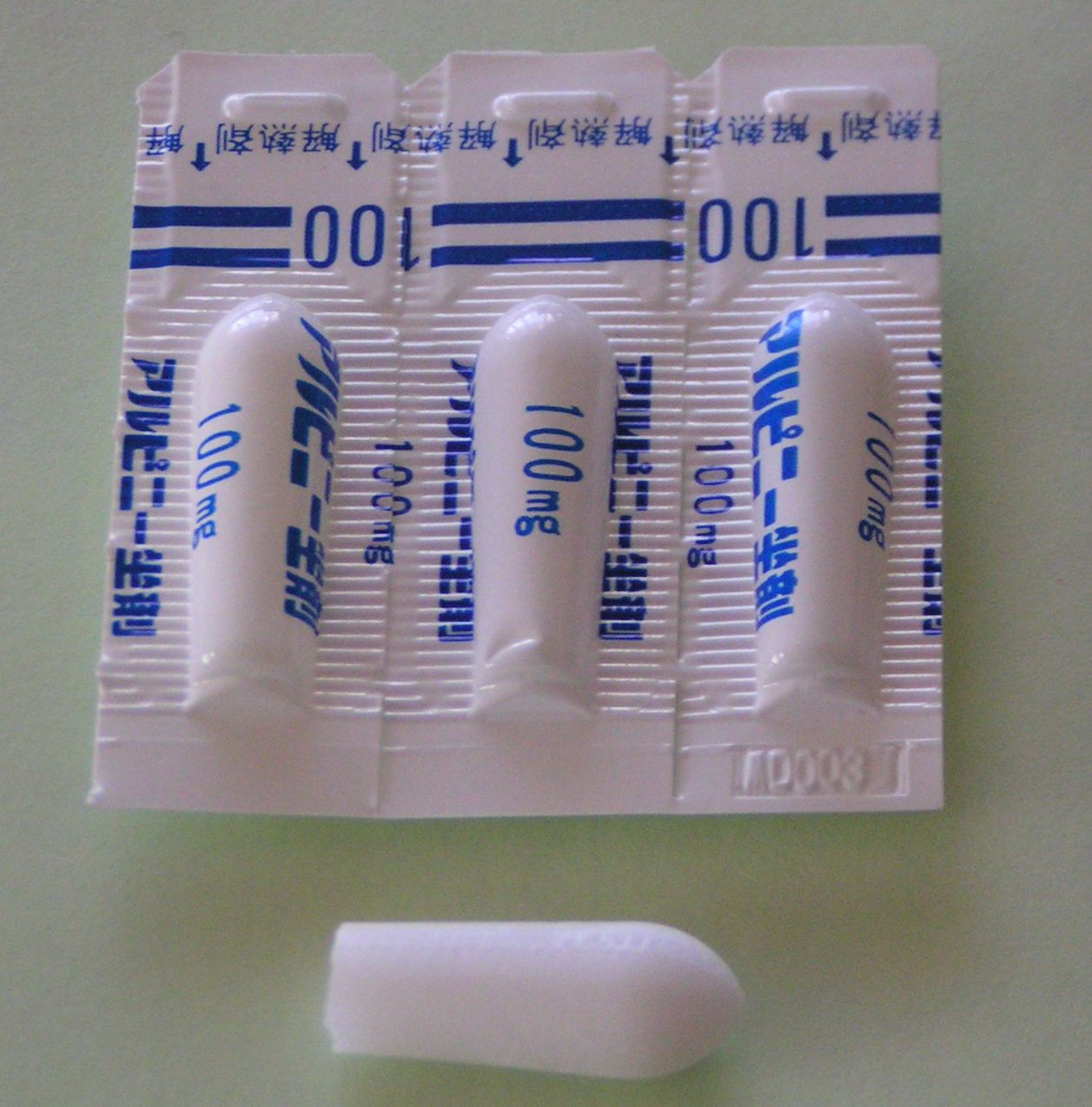
Ректальные суппозитории (в индивидуальных полимерных упаковках и вскрытый) со 100 мг ацетаминофена в каждом (Япония)